# Semaeopus griseomaculata
Semaeopus griseomaculata är en fjärilsart som beskrevs av Paul Dognin 1910. Semaeopus griseomaculata ingår i släktet Semaeopus och familjen mätare. Inga underarter finns listade i Catalogue of Life.